# Christiaan Maurits van den Heever
Christiaan Maurits van den Heever, universalment conegut com a C.M van den Heever (27 de febrer de 1902, camp de concentració prop de Norvalspont, Província del Cap (ara Cap Septentrional) Sud-àfrica - 8 de juliol de 1957) fou un novel·lista, poeta, assagista i biògraf en afrikaans.
Escriptor dertiger, van den Heever és conegut per les seves novel·les: Somer ("Estiu") i Laat vrugte ("Fruites tardies"). La segona, guanyaria el Premi Hertzog de prosa de 1942.
Van den Heever estudià a la University of the Free State a Bloemfontein i a la University of Utrecht als Països Baixos. En tornar a Sud-àfrica, aconseguí una plaça de professor a la University of the Free State. Després de completar la seva dissertació sobre el poeta Totius, acabà la seva carrera acadèmica a la Witwatersrand University.